# Szymanów (powiat sochaczewski)

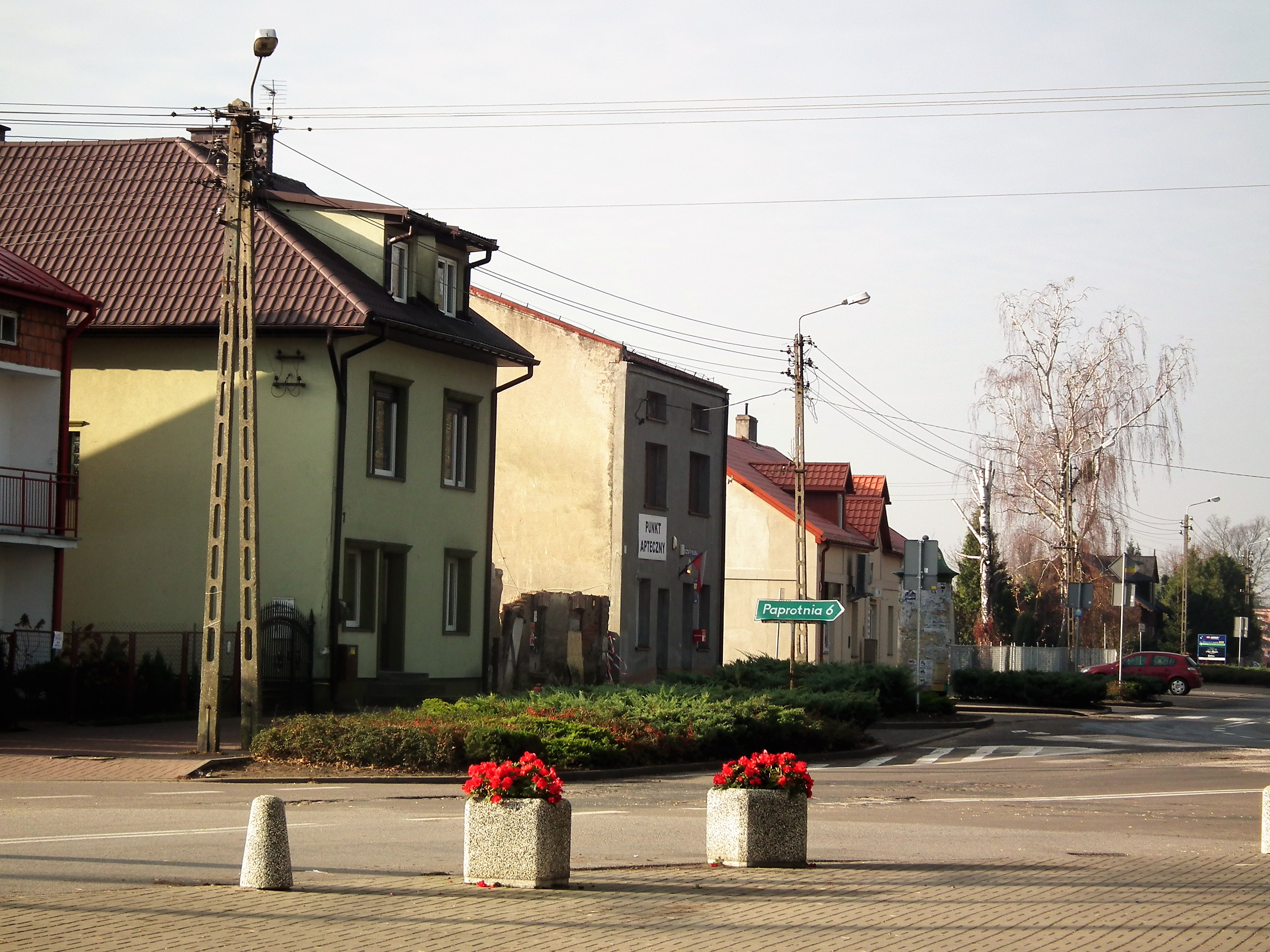
Fragment centrum wsi

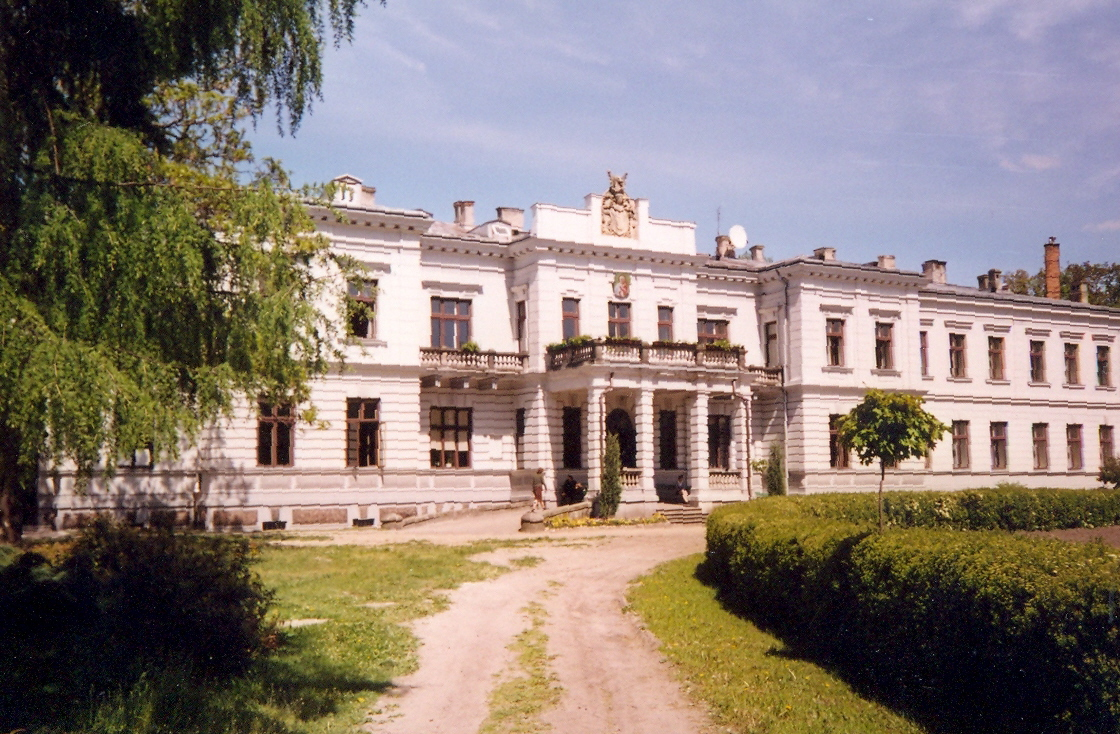
Szymanów – pałac

Szymanów – wieś w Polsce położona w województwie mazowieckim, w powiecie sochaczewskim, w gminie Teresin. Ma status sołectwa.
Wieś szlachecka Szymanowo położona była w drugiej połowie XVI wieku w powiecie sochaczewskim ziemi sochaczewskiej województwa rawskiego. Do 1954 roku siedziba wiejskiej gminy Szymanów. W latach 1975–1998 miejscowość należała administracyjnie do województwa skierniewickiego.
Przez miejscowość przepływa rzeczka Pisia, prawobrzeżny dopływ Bzury.

## Części wsi
| SIMC    | Nazwa             | Rodzaj    |
| ------- | ----------------- | --------- |
| 0739107 | Hermanów          | część wsi |
| 0739113 | Szymanów-Klasztor | część wsi |

## Pałac
Pałac powstał na przełomie XVIII i XIX wieku. Należał do rodu Sanguszków, a potem do Łubieńskich. Następnie został rozbudowany w latach 1898–1902 według projektu Konstantego Wojciechowskiego dla kolejnego właściciela, księcia Konstantego Lubomirskiego. W 1907 roku majątek zakupiło Zgromadzenie Sióstr Niepokalanek. Od 1946 roku istnieje tam Sanktuarium Matki Bożej Jazłowieckiej, gdzie odbiera cześć Matka Boża Jazłowiecka w charakterze jej posągu dłuta Oskara Sosnowskiego.
Pałac otacza park z XVIII wieku przekomponowany na przełomie XIX i XX wieku. Znajduje się tam wiele pomników przyrody: dąb szypułkowy, jesion wyniosły, lipa drobnolistna, buk zwyczajny. Spośród zabytków sztuki warto zwrócić uwagę na barokowo-klasycystyczną fontannę ogrodową wykonaną w latach 1780–1782. W Polsce znalazła się ona dzięki Feliksowi Łubieńskiemu i jest jedynym tego typu zabytkiem na terenie kraju.

## Kościół
Kościół pod wezwaniem Wniebowzięcia NMP został wzniesiony w 1667 roku. Jego fundatorem był Mikołaj Wiktoryn Grudziński, starosta golubski, guzowski i grzybowski.
W latach 1893–1907 kościół gruntownie rozbudowano i przebudowano w stylu neobarokowym według projektu Konstantego Wojciechowskiego.

## Ludzie związani z Szymanowem
- Błogosławiony Michał Oziębłowski, kapłan i męczennik, który mieszkał na terenie parafii, przyjeżdżał i w kościele w Szymanowie odprawiał msze św.,
- Błogosławiona Maria Marcelina od Niepokalanego Poczęcia N. M. P. (Marcelina Kotowicz Darowska), matka generalna Niepokalanek, która w 1908 roku rozpoczęła rozbudowę klasztoru w Szymanowie.
- Błogosławiony Zygmunt Sajna, kapłan i męczennik, kapelan w klasztorze sióstr niepokalanek w Szymanowie (1926–1931).